# Columbellidae
Columbellidae (лат.) — семейство хищных морских и солоноватоводных брюхоногих моллюсков из надсемейства Buccinoidea отряда Neogastropoda
Форма раковины от биконической и овальной, типичной для Buccinidae, до удлиненной, более типичной для Mitridae и Turridae. Среди южных видов Mitrella наблюдается сильнейшее разнообразие окраски от равномерно бледной до равномерно темной с широким спектром полос и пятен между ними. У крошечного вида Anachis atkinsoni форма и рисунок раковины крайне изменчивы, словно это множество разных видов.
В семействе около 400 видов моллюсков небольшого и среднего размера. Встречаются от приливной зоны до глубины не менее 1000 м. Columbellidae похожи на Buccinidae строением, но отличаются особенностями радулы и строением пищеварительных и репродуктивных органов.
Columbellidae водятся в различных местах обитания и активно ползают. Большинство видов живут на твердых субстратах, на нижней стороне камней или водорослей, но некоторые обитают на песке и в зарослях морской травы. Некоторые виды употребляют в пищу не только животных, но и растения, что необычно для продвинутых брюхоногих.
Встречаются во всех океанах от тропических до полярных вод.

## Подсемейства и роды
По данным World Register of Marine Species, на январь 2025 года семейство включает следующие подсемейства и роды:
- - Aesopus A. Gould, 1860
  - Alcira H. Adams, 1861
  - Alia H. Adams & A. Adams, 1853
  - Amphissa H. Adams & A. Adams, 1853
  - Anachis H. Adams & A. Adams, 1853
  - Antimitrella A. W. B. Powell, 1937
  - Aoteatilia A. W. B. Powell, 1939
  - Ascalista Drivas & M. Jay, 1990
  - Astyris H. Adams & A. Adams, 1853
- Atiliinae Cossmann, 1901
  - Bathyglypta Pelorce, 2017
  - Bifurcium P. Fischer, 1884
  - Cilara Thiele, 1924
  - Clathranachis Kuroda & Habe, 1954
  - Clavistrombina P. Jung, 1989
  - Columbella Lamarck, 1799
- Columbellinae Swainson, 1840
  - Conella Swainson, 1840
  - Cosmioconcha Dall, 1913
  - Costoanachis Sacco, 1890
  - Cotonopsis Olsson, 1942
  - Decipifus Olsson & McGinty, 1958
  - Euplica Dall, 1889
  - Eurypyrene Woodring, 1928
  - Euspiralta K. Monsecour & Pelorce, 2013
  - Exaesopus deMaintenon, 2019
  - Exomilopsis A. W. B. Powell, 1964
  - Falsuszafrona Pelorce, 2020
  - Gatliffena Iredale, 1929
  - Glyptanachis Pilsbry & H. N. Lowe, 1932
  - Graphicomassa Iredale, 1929
  - Indomitrella Oostingh, 1940
  - Ithiaesopus Olsson & Harbison, 1953
  - Liratilia H. J. Finlay, 1926
  - Macrozafra H. J. Finlay, 1926
  - Maintenonia K. Monsecour & D. Monsecour, 2024
  - Mazatlania Dall, 1900
  - Metanachis Thiele, 1924
  - Metulella Gabb, 1873
  - Microcithara P. Fischer, 1884
  - Minimanachis Pelorce, 2020
  - Mitrella Risso, 1826
  - Mitropsis Pease, 1868
  - Mokumea T. Habe, 1991
  - Nassarina Dall, 1889
  - Nitidella Swainson, 1840
  - Nodochila Rehder, 1980
  - Parametaria Dall, 1916
  - Pardalinops deMaintenon, 2008
  - Parvanachis Radwin, 1968
  - Paxula H. J. Finlay, 1926
  - Pictocolumbella Habe, 1945
  - Pleuriferapex K. Monsecour & D. Monsecour, 2023
  - Pseudamycla Pace, 1902
  - Pyrene Röding, 1798
  - Pyreneola Iredale, 1918
  - Radwinia Shasky, 1970
  - Ramoliva Cotton & Godfrey, 1932
  - Redfernella Espinosa & Ortea, 2020
  - Retizafra Hedley, 1913
  - Rhombinella Radwin, 1968
  - Ruthia Shasky, 1970
  - Salitra Marincovich, 1973
  - Seminella Pease, 1868
  - Sincola Olsson & Harbison, 1953
  - Smithena F. Boyer, Pelorce & Gori, 2022
  - Speirazafra K. Monsecour & Raines, 2024
  - Steironepion Pilsbry & H. N. Lowe, 1932
  - Strombina Mörch, 1852
  - Sulcomitrella Kuroda, T. Habe & Oyama, 1971
  - Suturoglypta Radwin, 1968
  - Turrijaumelia Sarasúa, 1975
  - Urpiella Arias Ávila, 2021
  - Zafra A. Adams, 1860
  - Zafrona Iredale, 1916
  - Zanassarina Pilsbry & H. N. Lowe, 1932
  - Zella Iredale, 1924
  - Zemitrella H. J. Finlay, 1926
  - Zetekia Dall, 1918